# LT Multimedia
LT Multimedia è stato un gruppo televisivo italiano, nato nel 1997 come Sitcom e specializzato nell'ideazione, produzione e realizzazione di canali televisivi tematici e di riviste cartacee.

## Storia

### Sitcom
L'azienda nacque come Sitcom Srl, ("Società Italiana Comunicazione"), il 23 marzo 1997, con presidente Giancarlo Innocenzi e amministratore delegato Valter La Tona, come società editrice televisiva.
Negli anni l'azienda diversificò il suo business, espandendosi all'editoria cartacea e ai progetti di comunicazione sulle nuove piattaforme digitali.
Il 1º settembre 1997, grazie ad un accordo con D+, iniziarono le loro trasmissioni Marcopolo, primo canale tematico realizzato in Italia, interamente dedicato ai viaggi, al turismo e all'avventura, e INN – Italia News Network, con una programmazione di 24 ore dedicata all'informazione italiana e al territorio e sotto la direzione di Giacomina Valenti. Quest'ultimo canale chiuderà i battenti nel luglio 2003 con il lancio di Sky Italia.
Nel 2000 Sitcom lanciò gli altri tre canali, diffusi inizialmente in chiaro e in lingua italiana:
- Alice, canale di intrattenimento e informazione dedicato alla cucina;
- Leonardo, dedicato inizialmente al mondo della moda e successivamente trasformato in un canale dedicato a casa, arredamento e verde;
- Nuvolari, il canale dedicato ai motori.

Dal 2001, dopo aver mancato l'obiettivo della quotazione in Borsa, Sitcom attraversò una grave crisi aziendale e rischiò il fallimento. Dopo l'adozione di un nuovo piano industriale, che passò per contratti di solidarietà e licenziamenti, la società siglò un contratto con Sky Italia per la produzione di quattro canali da trasmettere sulla neonata piattaforma fino al 2008. Grazie all'accordo, Sitcom proseguì le sue attività. Giancarlo Innocenzi lasciò la presidenza cedendo la carica a Valter La Tona.
Nel 2006, il Gruppo sbarcò anche sul digitale terrestre con il canale generalista SitcomUNO, che nel 2008 diventerà FacileTV per poi chiudere l'anno dopo.
A febbraio 2008 nacque la Sitcom Media, ramo aziendale specializzato nell'ideazione, lo sviluppo, la produzione e distribuzione di format, tecnologie e prodotti multimediali, destinati agli utilizzatori delle nuove piattaforme digitali.
Dal 25 maggio i canali vennero diffusi anche attraverso il web tramite il portale www.italiasmart.tv.
Nel frattempo vennero lanciati una serie di portali "verticali" su vari argomenti: Piacere pizza, Cioccolato che passione, Peccati di gola e Conserve di casa, ognuno di essi legato all'omonimo programma in onda sul canale Alice.
Nel giugno 2010 i quattro canali televisivi prodotti dal Gruppo sbarcarono ufficialmente sulla piattaforma IPTV di Telecom Italia.
L'8 novembre 2010 venne lanciato Arturo, canale dedicato ad un pubblico adulto prevalentemente femminile.

### LT Multimedia
Nel febbraio 2012 la società divenne LT Multimedia con Mario Bianchi presidente e Giampaolo Sodano vicepresidente.
Nel luglio 2013, LT acquisì i canali di Sportitalia aggiudicandosi i tre canali del digitale che dal 1º novembre, (sparendo da Sky e traslocando sulla piattaforma satellitare TivùSat, rimanendo comunque sul digitale terrestre) diventarono Sport Uno (calcio), Sport Due (sport) e Sport Tre (motori).
Il canale Sport Uno dal 1º novembre 2013 iniziò così a trasmettere in via sperimentale alcune partite di calcio dei campionati di Serie A delle stagioni 2010-2011 e 2011-2012 commentati dai telecronisti della redazione sportiva e denominate Calcio Rewind. Primo acquisto dell'emittente fu quello del telecronista Simone Braconcini a cui venne affidato il commento delle gare più importanti.
Il 18 dicembre Sport Tre diventò Sport Tre Nuvolari.
Il 1º gennaio 2014 tutti i canali LT Multimedia sparirono da Sky. Il gruppo allora decise di puntare sull'offerta gratuita: Alice sostituì Arturo sull'LCN 221 (trasmesso anche su Tivùsat al canale 40) e Nuvolari si fuse con Sport Tre (LCN 62), Marcopolo cominciò a venire trasmesso dalle 12 alle 16 su Sport Due (LCN 61) e Leonardo si spostò sull'LCN 222 (poi anche 62). Inoltre sempre il 1º gennaio aprì Alice Cucina, canale dedicato alle scuole di cucina visibile solo sul digitale satellitare e su Tivùsat.
Alle 18:00 del 19 dicembre 2013 sul digitale terrestre i canali Sport Uno, Sport Due e Sport Tre Nuvolari vennero sospesi e sul digitale rimasero solo Alice e Leonardo.
Dal 17 febbraio 2014 Marcopolo approda in pianta stabile sul digitale terrestre.
Il 20 febbraio 2014 i canali Alice Cucina, Sport Uno, Sport Due e Sport Tre Nuvolari hanno cessato le trasmissioni mentre dal 24 febbraio 2014 è in onda solo sul satellite come canale autonomo Nuvolari.
L'11 marzo 2014 torna visibile sul digitale terrestre anche Nuvolari sull'LCN 224, e dal 17 aprile anche sul 60, mentre Marcopolo è passato sull'LCN 223 e poi anche sull'LCN 61.
Il 22 marzo 2014 parte la campagna pubblicitaria C'è un'isola in mezzo al mare, veniteci a cercare! per promuovere le posizioni dei canali Alice, Leonardo, Marcopolo e Nuvolari sul Digitale Terrestre.
Il 13 marzo 2015 i canali Nuvolari, Leonardo, Marcopolo e Alice abbandonano la piattaforma Tivùsat e rimangono in chiaro esclusivamente sul digitale terrestre.
Dal 17 giugno 2015 il canale Alice Kochen diventa visibile in chiaro sull'LCN 224 mentre Nuvolari resta visibile esclusivamente sull'LCN 60 dalle 7:00 alle 24:00.
Il 18 giugno 2015 il Gruppo decide di concentrarsi soprattutto sui canali tematici che trattano di made in Italy, italiani (Alice, Leonardo, Marcopolo) e tedeschi (Alice Kochen) e su una possibile versione di Alice in inglese. Di conseguenza l'8 luglio 2015 LT cede a GM Comunicazione S.r.l. (parte del gruppo Gold TV) il marchio Nuvolari, restandone tuttavia la concessionaria pubblicitaria; allo stesso tempo GM acquista dall'azienda Sitcom, associata allo stesso gruppo, le LCN 60, 61 e 62 occupate al momento rispettivamente da Nuvolari e da due canali provvisori. Gold TV rilancerà momentaneamente le numerazioni 61 e 62 creando i canali Sport 1 e Sport 2, i quali tuttavia in seguito chiuderanno, lasciando spazio a emittenti di altri editori dietro affitto delle LCN.
Il 25 agosto 2015 LT Multimedia annuncia la chiusura di Leonardo prevista per il 31 agosto 2015 dichiarando che i contenuti approderanno da ottobre sul canale Alice (fatto poi non avvenuto) e che la library rimarrà disponibile attraverso la piattaforma Italia Smart oltre al potenziamento della rivista omonima.
Il 1º settembre 2015, i canali vengono riorganizzati e le emittenti Leonardo (LCN 222) e Alice Kochen (LCN 224) vengono eliminate e sostituite rispettivamente dalle copie di Marcopolo e Alice, che il 1º aprile 2016 sono state eliminate. Dal 29 luglio successivo, sulla LCN 224, è presente una copia di Marcopolo identificata "MARCOPOLO DIARI", inizialmente denominata "MARCOPOLO VIAGGI", e precedentemente occupata da una copia di Alice.
Il 5 novembre 2015, LT Multimedia si avvia verso il concordato preventivo.
A novembre la gestione delle attività editoriali e televisive passa alla società Al.ma Media, che prende in gestione i canali e la produzione editoriale e televisiva nella nuova sede di Via della Tenuta del Cavaliere, con nuovi amministratori.

## Canali televisivi attivi alla chiusura (2015)
| Nome      | DTT           | DTT | Tivùsat       | Tivùsat | Sky           | Sky |
| Nome      | Disponibilità | LCN | Disponibilità | LCN     | Disponibilità | LCN |
| --------- | ------------- | --- | ------------- | ------- | ------------- | --- |
| Alice     | Si            | 221 | Si            | 51      | Si            | 809 |
| Marcopolo | Si            | 222 | Si            | N/D     | Si            | 810 |

## Ex canali televisivi
- Italia News Network, canale all news (1997-2003)
- Leonardo (LCN 222), canale dedicato alle case e agli arredamenti (2000-2015)
- Nuvolari (LCN 224), canale dedicato ai motori e altri sport (2000-2015, ceduto a GM Comunicazione che nel 2016 è stato ridenominato Nuvola61; nel 2017 viene sostituito da Life 120 Channel, che a sua volta nel 2020 lascia il posto a Canale 61)
- Arturo (LCN 221), canale dedicato al pubblico femminile (2010-2013)
- Leonardo World, canale in lingua inglese che ritrasmetteva il meglio dei programmi del gruppo, diffuso sul satellite Eutelsat Sesat (2004-2008)[12]
- Sitcom 1 / Facile TV, canale generalista del digitale terrestre (2006-2009)
- Sport Uno (LCN 60), canale dedicato al calcio (2013-2014)
- Sport Due (LCN 61), canale dedicato alla pallavolo, rugby e altri sport (2013-2014)
- Sport Tre Nuvolari (LCN 62), canale dedicato ai motori (2013-2014)
- Alice Kochen, canale dedicato alla cucina italiana in lingua tedesca, diffuso su satellite Astra in chiaro e anche in digitale terrestre per breve tempo (2013-2015)[13]
- Alice Cucina, canale dedicato alle scuole di cucina (2014)

## Periodici e Guide
- Alice Cucina
- I Quaderni di Alice Cucina
- Leonardo Case&Stili
- Diari di Viaggio by Marcopolo

## Ex attività
- LT Televisioni, era una società editrice televisiva che operava nel campo della produzione di canali televisivi e di contenuti audiovisivi.
- LT Editore, era rivolta all'editoria tradizionale: periodici, libri e collane editoriali.
- LT Media, media company era dedicata all'ideazione e produzione di siti e portali web, format tv per le piattaforme digitali web e mobile.
- LT Pubblicità era una concessionaria di Milano che svolgeva l'attività di raccolta pubblicitaria per le testate (televisive e non) del gruppo.
- Paesaggi Italiani, società che era dedicata alla produzione televisiva, cinematografica e musicale.

## Web
- Italia Smart, è un servizio che offriva lo streaming gratuito dei canali LT (basta solo la registrazione), che a partire da circa 4,99€ al mese offre anche le riviste e l'ondemand.
- Bottega Italiana, è un servizio a pagamento che offriva la possibilità di comprare i prodotti tipici italiani e alcuni libri di cucina LT.